# 屏東農場
屏東農場成立於民國41年（1952年），前身為隘寮大同農場，成立目的為協助榮民就業安養及國家土地的經營運作，場址位於屏東縣長治鄉隘寮莊。

## 沿革
- 民國51年（1962年）11月，前行政院國軍退除役官兵就業輔導委員會主任委員蔣經國先生命名為「榮華莊」，並更名為「屏東大同合作農場」。
- 民國58年（1969年）11月1日，正式定名為「行政院國軍退除役官兵輔導委員會屏東農場」。早期以輔導安置退除役官兵從事農墾、畜牧、養殖等生產，故經管之土地均屬偏僻、貧瘠與荒蕪土地。
- 民國87（1998年）年7月1日，為配合政府精簡政策，簡併入高雄農場，作為高雄分場。屏東農場行政場部座落區位屏東縣長治鄉信義路145號，鄰近國立屏東科技大學、行政院六堆客家文化園區、輔導會龍泉榮民醫院、屏東榮譽國民之家等教育、文化、醫養之設施。屏東農場經管土地範圍分布在屏東縣長治、內埔、竹田、九如、里港、恆春、萬巒、滿州、潮州、鹽埔、車城鄉等11個鄉鎮，所開墾土地大都分布在屏東地區隘寮溪砂礫河床地，農作產量不高因地質大都屬於石礫地，地力較為貧瘠，較適宜種植鳳梨、木瓜及香蕉等作物。

- 民國102年（2013年）11月，為配合中央政府組織改造，屏東農場奉令併入彰化農場[2]成為彰化農場[3][4]屏東分場，目前委託經營短期作物以種植鳳梨、木瓜及香蕉等作物為大宗，面積約260公頃。委營養殖業以適應性較大與耐熱性較高的養鴨、鵝、魚…等為大宗，面積約57公頃。

## 歷任場長
| 任別 | 姓名   | 就職時間     | 卸任時間  |
| ---- | ------ | ------------ | --------- |
| 1    | 靳汝民 | 民國41年12月 | 44年9月   |
| 2    | 劉繼向 | 民國44年10月 | 46年1月   |
| 3    | 楊政民 | 民國46年1月  | 54年10月  |
| 4    | 張華民 | 民國54年10月 | 62年3月   |
| 5    | 黎玉琢 | 民國62年3月  | 65年6月   |
| 6    | 鄭立軍 | 民國65年7月  | 69年6月   |
| 7    | 楊玉芳 | 民國69年6月  | 71年9月   |
| 8    | 張先耘 | 民國71年9月  | 79年1月   |
| 9    | 柴廷俊 | 民國79年2月  | 86年1月   |
| 10   | 劉元周 | 民國86年1月  | 86年3月   |
| 11   | 余祿慶 | 民國86年4月  | 87年6月   |
| 12   | 趙國相 | 民國87年7月  | 90年7月   |
| 13   | 傅忠毅 | 民國90年8月  | 99年1月   |
| 14   | 劉遠忠 | 民國99年1月  | 99年7月   |
| 15   | 陳皇綿 | 民國99年7月  | 103年7月  |
| 16   | 張健群 | 民國103年7月 | 104年7月  |
| 17   | 林裕益 | 民國104年7月 | 107年12月 |
| 18   | 張明洵 | 民國108年1月 | 111年1月  |
| 19   | 劉雅魁 | 民國111年4月 | 112年9月  |
| 20   | 胡發韜 | 民國112年9月 | 迄今      |

## 組織
國軍退除役官兵輔導委員會彰化農場組織系統圖
- 場長
  - 副場長

- 產銷輔導組
- 觀光行政組
- 主計室
- 嘉義分場
- 屏東分場
  - 高雄場區

## 外部連結
- 國軍退除役官兵輔導委會彰化農場官方網站 （页面存档备份，存于）
- 輔導會彰化農場的Facebook專頁